# Suellacabras
Suellacabras település Spanyolországban, Soria tartományban. Suellacabras Narros, La Losilla, Magaña, Trévago, Valdegeña, Aldealpozo és Arancón községekkel határos. Lakosainak száma 33 fő (2024).

## Népesség
A település népessége az elmúlt években az alábbi módon változott:
| Lakosok száma | 37   | 32   | 31   | 33   | 27   | 26   | 27   | 25   | 27   | 33   |
|               | 2001 | 2004 | 2007 | 2009 | 2012 | 2014 | 2017 | 2019 | 2022 | 2024 |